# Fritz Seidl (Zoologe)
Friedrich „Fritz“ Seidl (* 17. August 1936 in Braunau am Inn, Österreich; † 8. Juli 2001 ebenda) war ein österreichischer Zoologe.

## Leben
Friedrich Seidl wurde am 17. August 1936 als einziges Kind des Unternehmerehepaares Johanna und Friedrich Seidl in der Bezirksstadt Braunau am Inn geboren. Aufgewachsen in einem alten Bürgerhaus inmitten der gotischen Altstadt, besuchte Fritz Seidl ab 1942 erst die Volksschule und anschließend die Hauptschule in Braunau. Es folgten eine Sattler- und Lackiererlehre im elterlichen Betrieb und später noch eine kaufmännische Lehre. Beruflich war Fritz Seidl als kaufmännischer Angestellter im elterlichen Möbelbetrieb (Erzeugung und Vertrieb) tätig. Seiner Ehe entstanden zwei Söhne, geboren 1964 und 1967.
Fritz Seidl baute ab 1968 eine der größten Privatsammlungen an Mollusken in Österreich auf. Diese Sammlung von rezenten Mollusken umfasste 38.130 katalogisierte Serien, die auf 1.902 Katalogseiten dokumentiert wurden, wobei die Anzahl der Belegexemplare pro Serie zwischen 1 Exemplar bis zu über 10.000 Exemplaren schwankten. Diese riesige Menge an Mollusken-Individuen wurde in über 600 Schubladen in 17 Laufmetern, extra angefertigten Sammlungsschränken untergebracht. Die Sammlung umfasste ca. 117 Gastropoda-Gattungen mit über 5.700 Arten bzw. Unterarten sowie 48 Bivalvia-Gattungen mit über 700 Arten bzw. Unterarten.

## Auszeichnungen
Er wurde 1993 zum Professor ernannt.